# Bruchidius incaeruleus
Bruchidius incaeruleus là một loài bọ cánh cứng trong họ Bruchidae. Loài này được Pic mô tả khoa học năm 1924.